# Giuseppe Andreoli (peintre)
Pour les articles homonymes, voir Giuseppe Andreoli et Andreoli.
Giuseppe Andreoli (né le 11 janvier 1720 à San Possidonio dans l'actuelle province de Modène, alors dans le duché de Modène et mort le 3 avril 1776 à Mirandola, également dans le duché de Modène) est un peintre italien du XVIIIe siècle.

## Biographie
Giuseppe Andreoli naît le 11 janvier 1720 à San Possidonio de Domenico Andreoli et de Eleonora Senesi.
Il est l'élève de Giuseppe Perracini à Bologne. Il peint pour le Duomo de Mirandola, une toile représentant Saint Possidonio, détruite lors des restaurations de 1858. Il peint une toile représentant l'Assomption de la Vierge avec douze apôtres donnée à l'église San Francesco. Il peint la sacristie de l'Oratoire du Santissimi Sacramento l'Annonciation et deux médaillons dans le Chœur.
Il peint un San Luigi Gonzaga pour l'église paroissiale de Tramuschio, une frazione de Mirandola, commandée par Domenico Paltrinieri. À la fin de sa vie, il est atteint d'une gangrène et doit subir une amputation bilatérale des jambes.
Giuseppe Andreoli meurt le 3 avril 1776.

## Homonymes
Ce peintre est probablement lié à Giuseppe Andreoli, également né à San Possidonio, en 1791, et mort à Rubiera, le 17 octobre 1822, qui est un prêtre et patriote italien.
Un peintre du même nom, né en 1932 à Carpi, commence à peindre en 1997.

## Crédit d'auteurs
- (en) Cet article est partiellement ou en totalité issu de l’article de Wikipédia en anglais intitulé « Giuseppe Andreoli » (voir la liste des auteurs).